# Spitalmühle (Gemeinde Drosendorf-Zissersdorf)
Die Spitalmühle (als Ortsteil auch Elektrizitätswerk) ist eine Mühle in Drosendorf im Bezirk Horn in Niederösterreich.
Die Mühle befindet sich westlich von Drosendorf-Stadt an der Thaya und wurde erstmals 1536 anlässlich einer Stiftung für das Bürgerspital erwähnt: Johann Mrakesch von Noskau, der damalige Pfandinhaber, überließ der Stiftung die Herrschaft über die Dörfer Elsern, Breitenfeld und über die damalige Neumühle, die daraufhin auch Spitalmühle genannt wurde. Aus den Erträgen dieser Spitalherrschaft Drosendorf wurde das Bürgerspital finanziert. Auf einem 1677 erstellten Stadtplan von Drosendorf ist auch die Mühle dargestellt.

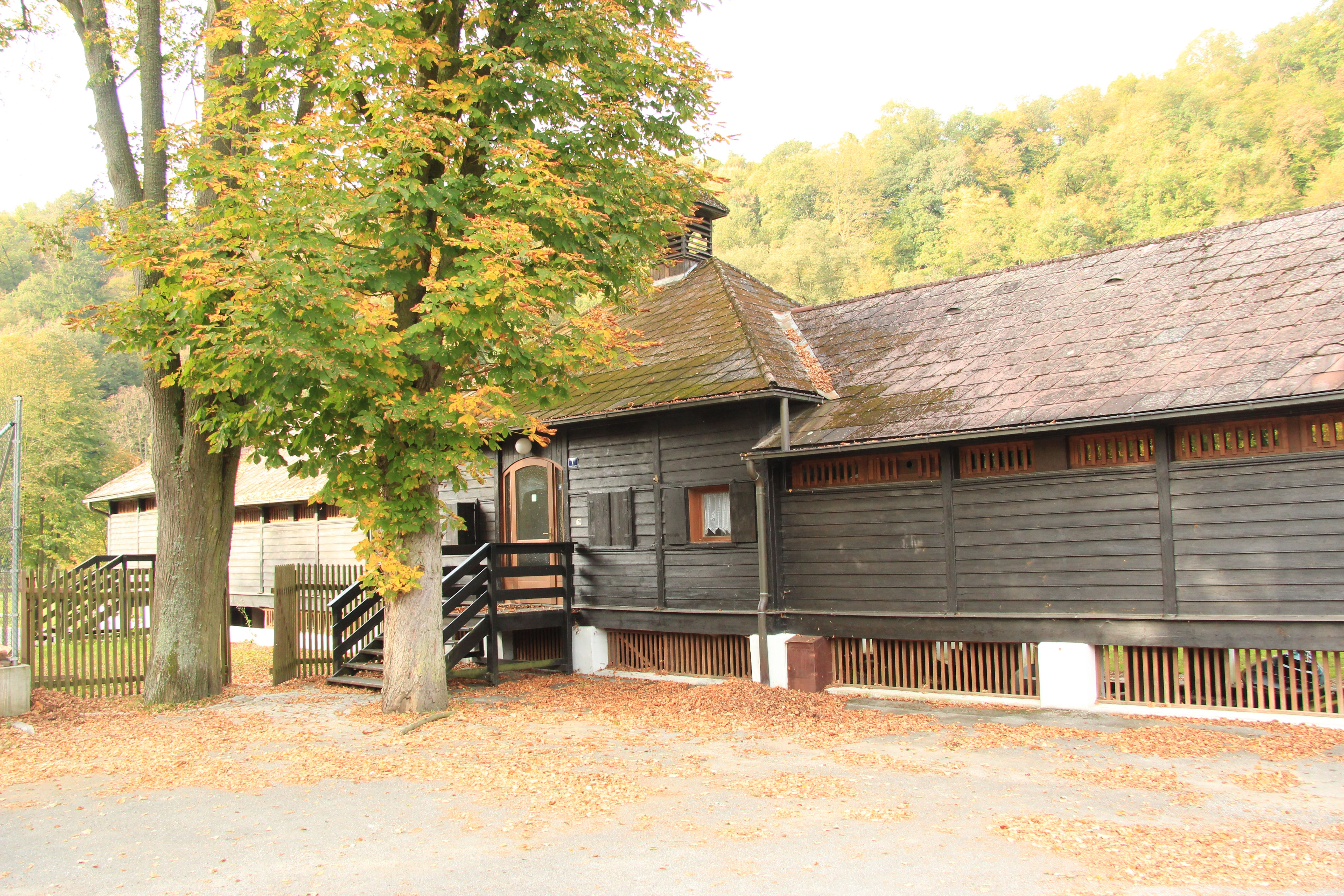
Strandbad an der Thaya

1913 erfolgte der Ausbau der Mühle zu einem Elektrizitätswerk. Im Adressbuch von Österreich war im Jahr 1938 die Spitalmühle unter dem Namen Elektrizitätswerk verzeichnet. 1946 ging das Kraftwerk in den Besitz der NEWAG, in den 1950er Jahren wurde der Standort aufgelassen, jedoch 1988 durch einen neuen Betreiber wieder aktiviert. Hierbei wurde auch eine Fischwanderhilfe errichtet. Das Gebiet um die Wehranlage ist ein beliebter Erholungsort und zentrales Ziel für den Sommertourismus in Drosendorf, denn hier wurde 1929 ein Strandbad (Kneippbad) errichtet.